# دهستان هومولی
دهستان هومولی (به لاتین: Hummuli Parish) یک دهستان در استونی است که در شهرستان والگا واقع شده‌است.

## خصوصیات
دهستان هومولی ۱۶۲٫۷ کیلومترمربع مساحت و ۱٬۰۶۰ نفر جمعیت دارد.